# Histerija
Histerija (od starogrčki ὑστἐρα (hystera) = maternica) vrsta je psihoneuroze kod koje različite duševne suprotnosti izazivaju duševne i tjelesne reakcije (neosjetljivost dijela tijela, grčevi, drhtanje, frigidnost, osjećaj gušenja, prisilni smijeh i plač, nesvijest, itd.).

## Simptomi
Najčešći raznovrsni tjelesni, senzorni, motorički i mentalni poremećaji sa psihogenim podrijetlom su:
- napadi smijeha i plača,
- pretjerana razdražljivost,
- somnambulizam,
- halucinacije,
- strepnja,
- uznemirenost,
- tahikardija,
- mučnina,
- povraćanje,
- bolovi u različitim dijelovima  tijela,
- kontrakcije itd.

Histerična reakcija satoji se od niza poremećaja u funkciji motornog, senzitivnog, vegetativnog i psihičkog aparata, ali je također prisutno i određeo organsko ošteljenje nekih dijelova mozga.

## Vanjske poveznice

### Sestrinski projekti
|  | Zajednički poslužitelj ima još gradiva o temi histerija |

### Mrežna mjesta
- LZMK / Hrvatska enciklopedija: histerija
- Kreni Zdravo.hr – Marija Granić (mag. psych.):  Histerija – uzroci, simptomi i liječenje